# NGC 3847
NGC 3847 (NGC 3856) je eliptična galaktika u zviježđu Velikom medvjedu. Naknadno je utvrđeno da je NGC 3856 ista galaktika.

## Vanjske poveznice
- (eng.) SEDS: NGC 3847
- (eng.) Revidirani Novi opći katalog
- (eng.) Izvangalaktička baza podataka NASA-e i IPAC-a
- (eng.) Astronomska baza podataka SIMBAD
- (eng.) VizieR